# Tomis I
Tomis I este un cartier din Constanța, unde se află de asemenea Spitalul Județean Constanța.
 Acest articol despre o localitate din județul Constanța este deocamdată un ciot. Puteți ajuta Wikipedia prin completarea lui.